# Rogers Brubaker
Rogers Brubaker est professeur de sociologie à l' Université de Californie, Los Angeles et président de la Fondation UCLA. Ses travaux portent sur la théorie sociale, l' immigration, la citoyenneté, le nationalisme, l'ethnicité, la religion, le genre, le populisme et l'hyperconnexion digitale.
Né en 1956 à Evanston, Illinois, Brubaker a fréquenté l'Université Harvard et l' Université du Sussex avant de recevoir un doctorat de l'Université Columbia en 1990.